# Мази (Болцано)
Мази је насеље у Италији у округу Болцано, региону Трентино-Јужни Тирол.
Према процени из 2011. у насељу је живело 43 становника. Насеље се налази на надморској висини од 1242 м.